# Khmelevoie
Khmelevoie (en rus: Хмелевое) és un poble de l'óblast de Kursk, a Rússia, que en el cens del 2010 tenia 548 habitants. Pertany al districte rural de Fatej.